# Crímenes de guerra alemanes en Polonia

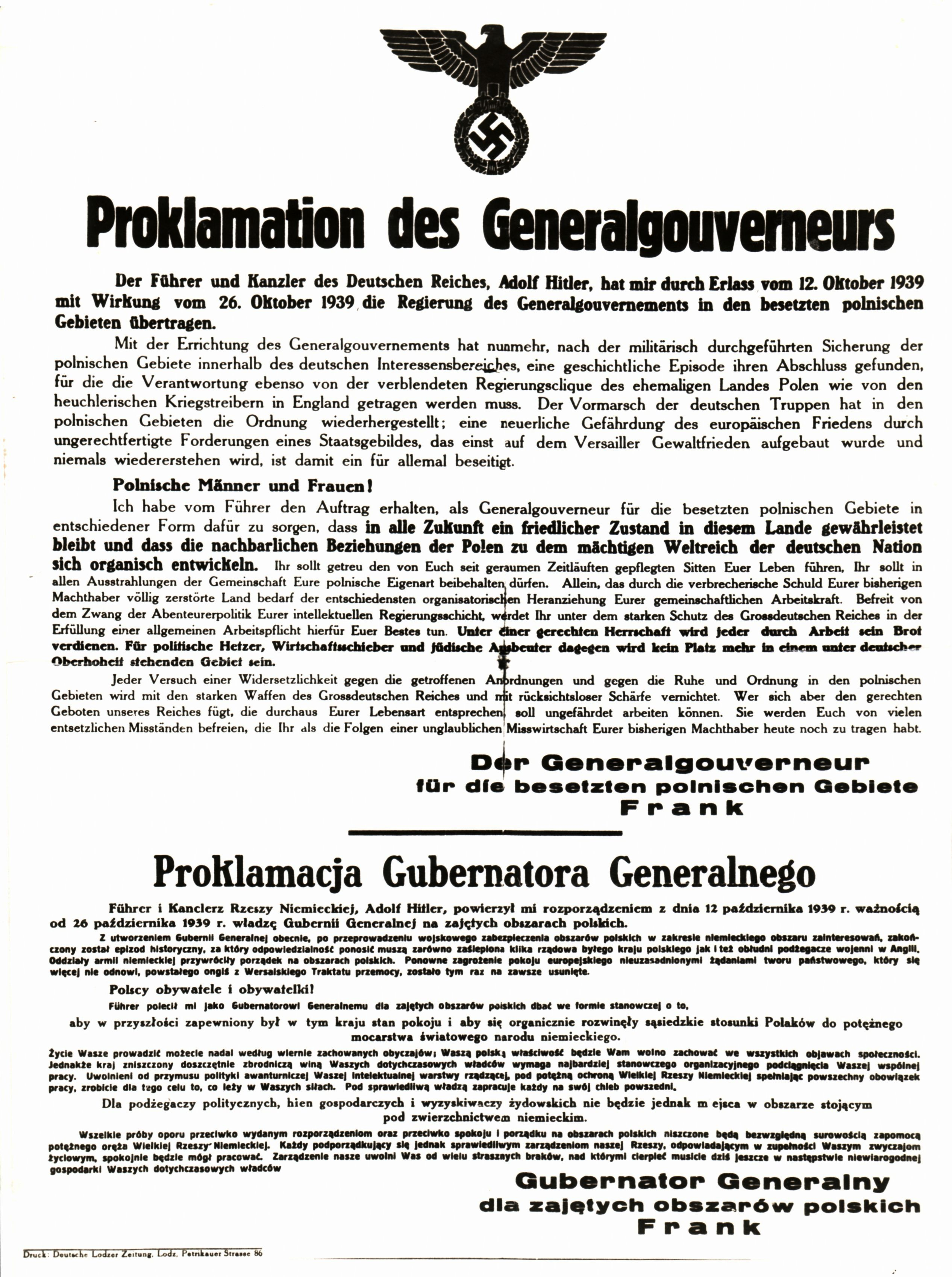
Proclama bilingüe del nuevo Gobernador General, al poco del establecimiento del Gobierno General. La población polaca estaba destinada al servicio de los alemanes.

Los soldados alemanes guían mujer polaca a la ejecución en la aldea Palmiry cerca de Varsovia.

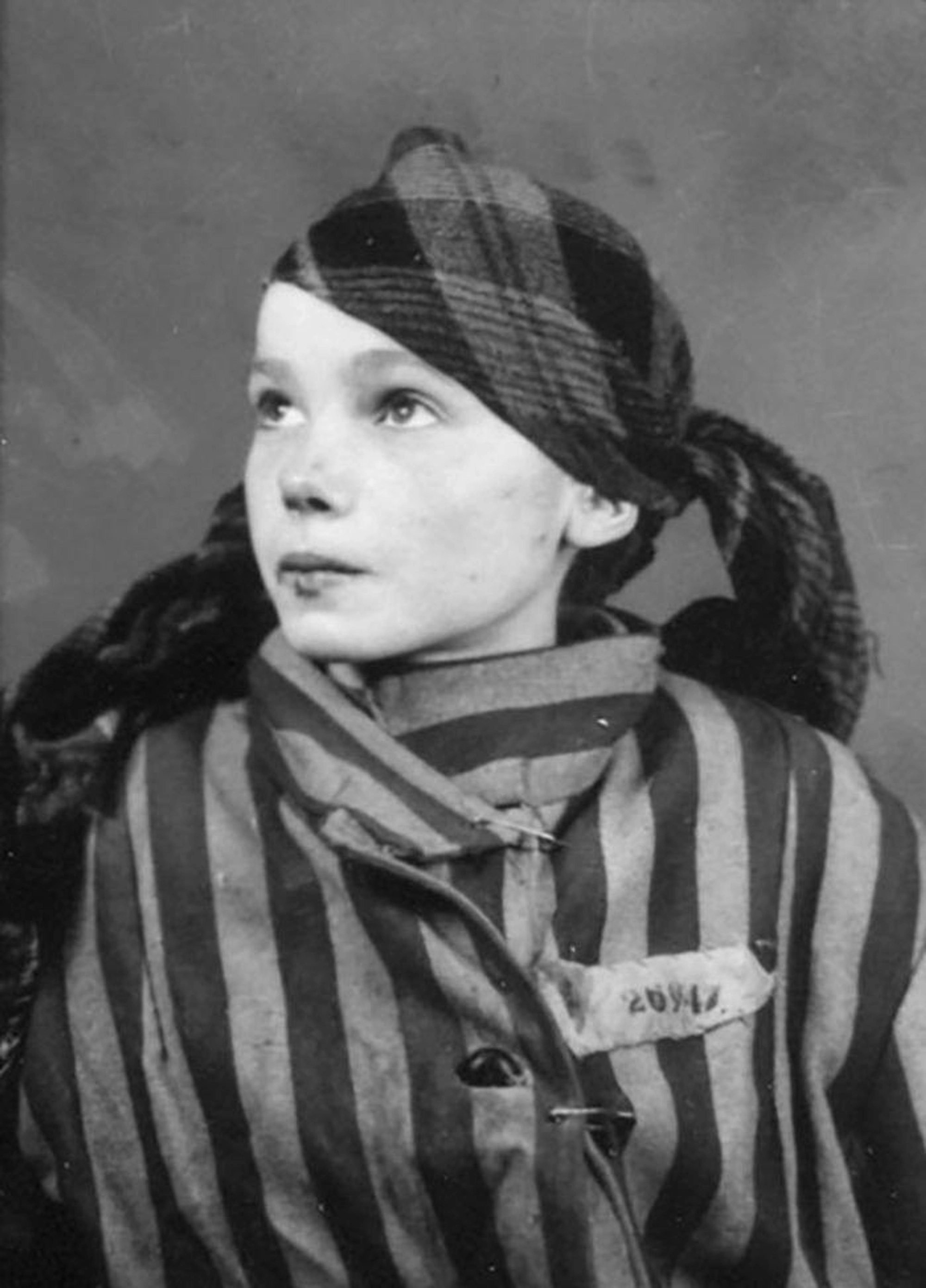
Czesława Kwoka - chica polaca asesinada por los alemanes en Auschwitz el 12 de marzo de 1943.

Los crímenes de guerra alemanes en Polonia se refiere a aquellos crímenes ocurridos durante el periodo de ocupación nazi contra cerca de  seis millones de ciudadanos polacos, divididos por igual entre judíos y no judíos, que perecieron durante la Segunda Guerra Mundial. La mayoría eran civiles, los cuales fueron asesinados directa e indirectamente por la Alemania Nazi.

## La ideología nazi alemán
Desde el principio, la guerra contra Polonia fue concebido como un cumplimiento del plan descrito por Adolf Hitler en su libro Mein Kampf. El eje principal del plan era que todo el este de Europa debía convertirse en parte de la Gran Alemania, llamado el  Lebensraum alemán.
El ejército alemán fue enviado, según lo declarado por Adolf Hitler el 22 de agosto de 1939 a sus comandantes: 

"con la orden de matar sin misericordia ni piedad todos los hombres, mujeres y niños de la raza polaca."

## Atrocidades alemanas durante la invasión de Polonia

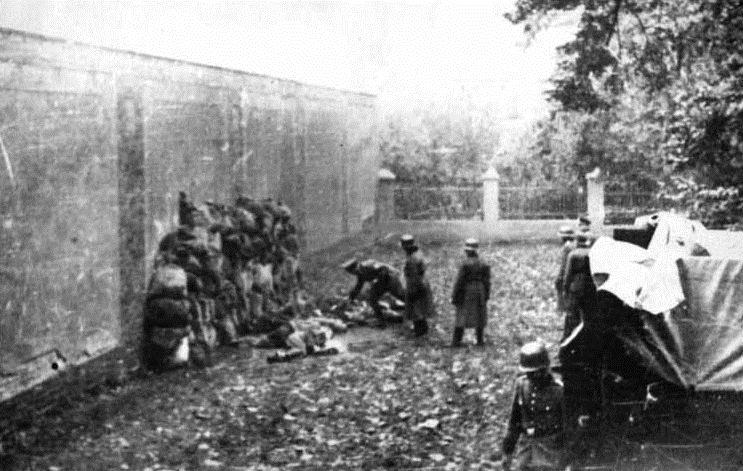
Fusilamiento de polacos en Leszno, octubre de 1939.

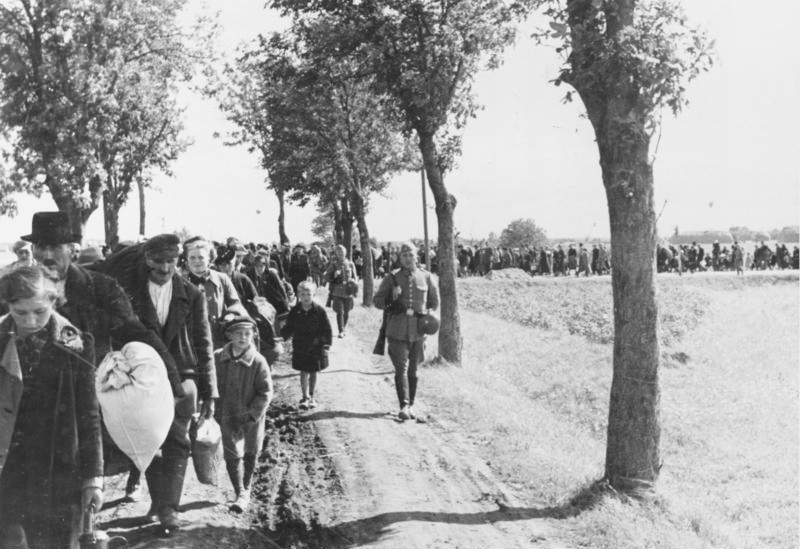
Expulsión de los polacos por fuerzas alemanas.

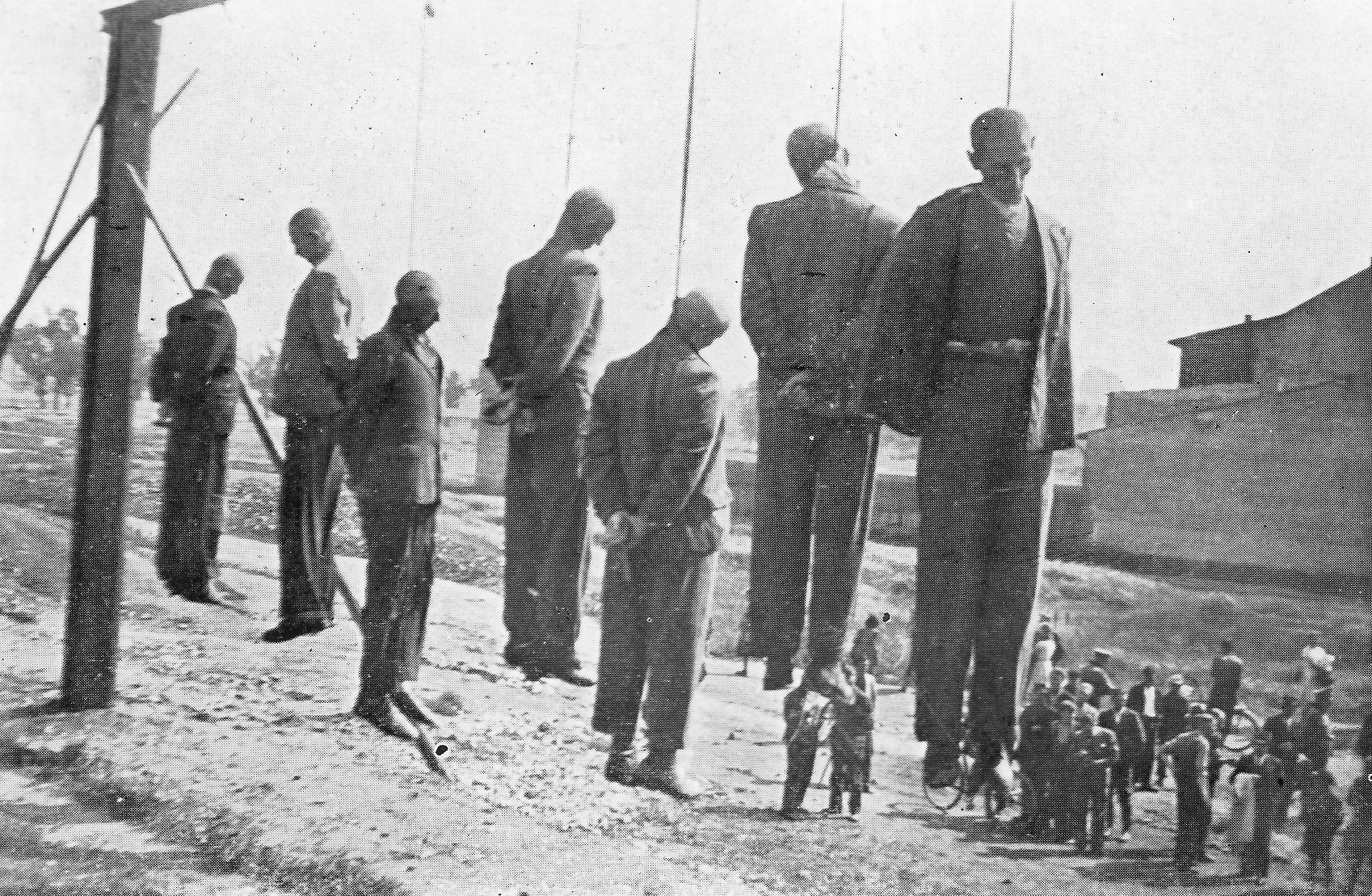
Ejecución pública cerca de la estación de tren de Plaszow-Prokocim, (Cracovia), el 26 de junio de 1942.

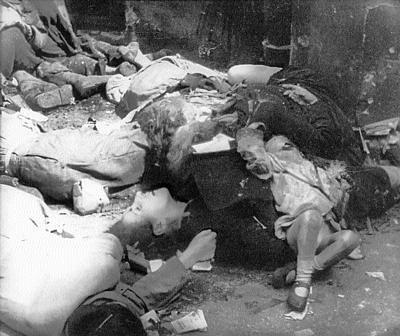
Alzamiento de Varsovia: Según distintas fuentes entre 40.000 y 100.000 civiles y prisioneros de guerra polacos fueron asesinados por las tropas alemanas durante la represión del levantamiento de Varsovia, Matanza de Wola.

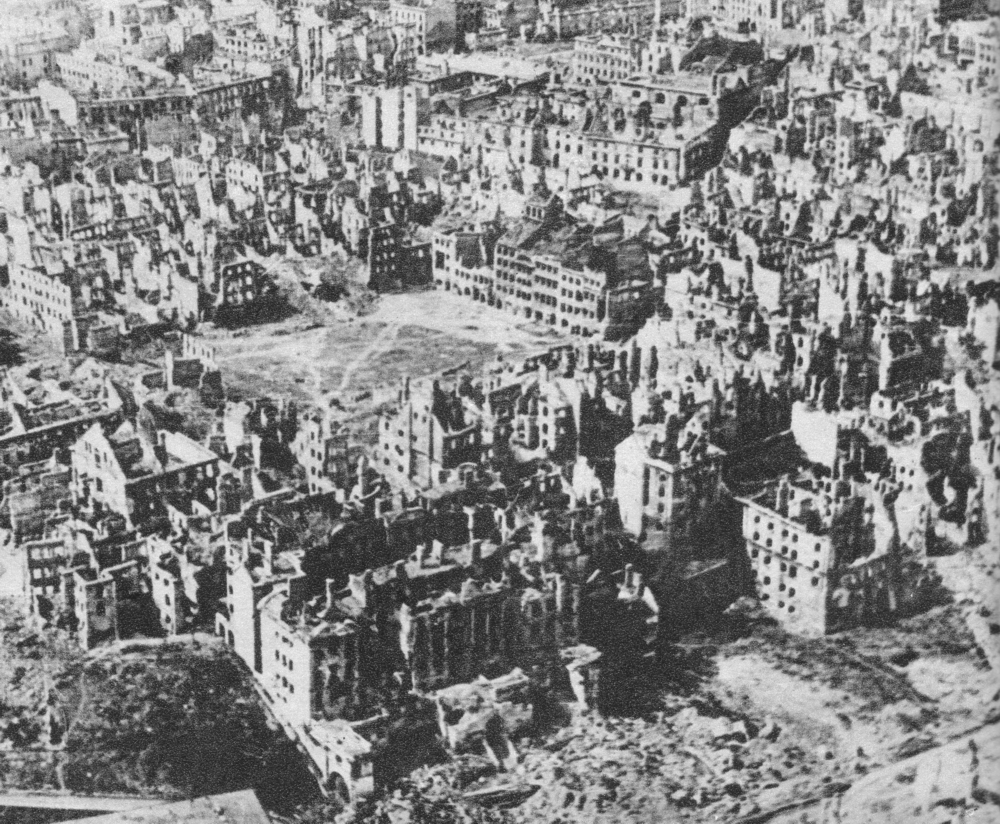
Vista de Varsovia finalizada la Segunda Guerra Mundial.

Los alemanes llevaron a cabo masacres y ejecuciones desde el principio. Se estima que 200 ejecuciones se llevaron a cabo diariamente. Por lo general, las ejecuciones se llevaron a cabo en un lugar público como la plaza del pueblo. Escuadrones de la acción especial de las SS y de la policía (los Einsatzgruppen) fueron desplegados en la parte trasera, y los civiles detenidos o muertos atrapados por ofrecer resistencia contra los alemanes o a quienes los consideran capaces de hacerlo, según lo determinado por su posición y estatus social. Decenas de miles de funcionarios del gobierno, miembros del Sejm, de terratenientes, de miembros del clero y de los miembros de la intelectualidad - maestros, médicos, periodistas y otros (tanto los polacos como los judíos) - fueron asesinados en ejecuciones masivas o enviados a prisiones y campos de concentración.
Más de 156 ciudades y pueblos fueron atacados por la Luftwaffe, y Varsovia sufrió con particular severidad una combinación de bombardeos aéreos y la misma invasión alemana de Polonia.

## Crímenes alemanes durante la ocupación (1939-1945)

### La destrucción de la cultura polaca
Como parte de un esfuerzo más amplio para destruir la cultura polaca, los alemanes cerraron o destruyeron universidades, escuelas, museos, bibliotecas y laboratorios científicos. Las instituciones académicas polacas se convirtieron en establecimientos alemanes. Los niños polacos fueron obligados a asistir y cumplir con el castigo estricto utilizado. Cientos de monumentos a los héroes nacionales fueron derrumbados.

### La destrucción de Varsovia
Varsovia sufrió el año siguiente una destrucción aún mayor. Coincidiendo con el acercamiento del Ejército Rojo a Varsovia, el ejército clandestino polaco inició un nuevo alzamiento contra los alemanes. Se estima que entre 150.000 y 180.000 personas murieron durante el conflicto. En total, se cree que entre 600.000 y 800.000 varsovianos murieron en la Segunda Guerra Mundial. Un 30% de la ciudad fue destruida en la lucha, y tras el fin de la guerra casi toda la ciudad fue destruida. Anteriormente, tanto Hitler como Himmler habían expresado su deseo de destruir la capital polaca, siendo el sistema ferroviario la única estructura que sobrevivió, debido a que fue usado para el transporte de las tropas alemanas. Al finalizar la ocupación alemana el Castillo Real fue destruido, las principales bibliotecas fueron incendiadas, junto con museos, iglesias, palacios y otros edificios culturales. Varsovia, que una vez había sido conocida como "la París del Norte", perdió cerca del 80% de sus edificios.

### Germanización de las tierras polacas
El proceso de germanización comenzó con la clasificación de las personas que eran "racialmente adecuadas", según la definición de la Volksliste nazi.
Alrededor de 1,7 millones de polacos fueron considerados germanizables, incluyendo entre cien y doscientos mil niños polacos que fueron separados de sus padres. Para el resto de la población se llevó a cabo su expulsión, a menudo en vagones de ganado en temperaturas bajo cero, causando la muerte de muchas personas, especialmente de niños. Estos desplazamientos se llevaron a cabo en un corto plazo, a menudo por la noche, y a la gente le estaba permitido llevar sólo unas pocas pertenencias. Los niños que fueron considerados alemanes étnicos fueron desplazados y a menudo otorgados a hogares polacos. A los miembros de las Juventudes Hitlerianas y de la Liga de Jóvenes Alemanes se les asignó la tarea de velar por los desalojos para garantizar que los polacos dejaran atrás la mayor parte de sus pertenencias para el uso de los colonos.  Esto también implicó en ocasiones la separación de familias enteras, con adultos aptos para ser enviados a trabajar en Alemania, mientras que el resto fue enviado al Gobierno General. Junto con las llamadas "salvajes" expulsiones, en cuatro años de ocupación nazi 923.000 polacos fueron étnicamente limpiados de los territorios anexionados por Alemania en el Reich.

### Robo de niños polacos por los alemanes
El objetivo del proyecto era obtener y germanizar a los hijos con “rasgos arios“, que fueron considerados por los oficiales nazis como descendientes de colonos alemanes que habían emigrado a Polonia. Aquellos con la etiqueta "racialmente valiosos" fueron germanizados a la fuerza en centros especiales y luego enviados a familias alemanas y a las escuelas iniciales de la SS.
En el caso de los niños mayores de esa edad, fueron utilizados como mano de obra forzada en Alemania y los considerados racialmente "no alemanes" fueron enviados a los campos de exterminio y campos de concentración, donde fueron asesinados u obligados a servir como viven los sujetos de prueba en experimentos médicos alemanes y por lo tanto a menudo torturados o asesinados en el proceso.

### Emboscadas a la población civil
Un resumen (en polaco, Łapanka) fue una táctica militar muy extendida utilizada en los países ocupados, sobre todo en Polonia, por Alemania durante la Segunda Guerra Mundial. Por ella la SS, la Wehrmacht y la RSHA capturaron civiles no alemanes en emboscadas al azar en las calles de ciudades subyugadas. Los civiles fueron detenidos de entre transeúntes y habitantes de barrios de las ciudades seleccionadas que habían sido rodeadas por las fuerzas alemanas. Aquellos atrapados en redadas fueron enviados con frecuencia a los  campos de concentración o campos de trabajos forzados en Alemania, pero también fueron tomados como rehenes en acciones de represalia, o ejecutados sumariamente en numerosas operaciones de limpieza étnica.

### Trabajo forzado
Muchos varones polacos fueron obligados a realizar trabajos forzados. Entre 1939 y 1945, al menos 1,5 millones de ciudadanos polacos fueron trasladados en contra de su voluntad al Reich como mano de obra forzada. Una estimación sostiene que hubo un millón (incluidos los prisioneros de guerra) de las tierras anexas y 1,28 millones del Gobierno General. El Ministerio polaco de Asuntos Exteriores considera que la cifra era de más de dos millones y medio durante la guerra. Muchos de ellos eran chicos y chicas adolescentes. Aunque en Alemania también se utilizaron trabajadores forzados de Europa Occidental, los polacos, junto con otros europeos del este, fueron vistos como inferiores, y fueron objeto de medidas discriminatorias especialmente duras. Se vieron obligados a usar la identificación púrpura cosida a su ropa, sometidos a un toque de queda, y se le prohibió el uso del transporte público. Mientras que el tratamiento de la mano de obra de los obreros agrícolas a menudo variaba dependiendo de cada empleador, los trabajadores polacos, por regla general, se vieron obligados a trabajar más horas por salarios más bajos que los europeos occidentales.

### Holocausto
Los alemanes en el interior de la Polonia ocupada crearon alrededor de 400 guetos donde confinaron a los judíos. La combinación de número excesivo de integrantes, condiciones insalubres y falta de alimentos crearon una tasa de mortalidad alta. Hacia finales de 1942, el exterminio en masa de los judíos polacos había comenzado con la deportación hacia los campos de exterminio. Algunos polacos trataron de ayudar a los Judíos y sobrevivir frente a las atrocidades alemanas. Los alemanes castigaban a las personas sin piedad. Formas pequeñas de ayuda (comida, ropa o dinero) a menudo eran castigados con la cárcel o la deportación a campos de concentración. Si los alemanes encontraban a la persona que dio cobijo a judíos, era habitual la ejecución de los judíos ocultos y toda la familia polaca, que ayudó a los judíos, independientemente de la edad de los miembros de la familia polaca (niños, ancianos).

### Los campos de concentración alemanes
Los ciudadanos polacos, los polacos étnicos y sobre todo los judíos fueron tomados prisioneros en casi todos los campos del sistema de campos de concentración en Polonia bajo la ocupación alemana del Reich. Un importante complejo de trabajos forzados campos de Stutthof, al este de Gdansk/Danzig, existió desde septiembre de 1939 hasta el final de la guerra, donde se estima que 20.000 polacos murieron como consecuencia de las ejecuciones, el trabajo duro y las condiciones adversas. Unos 100.000 polacos fueron deportados a Majdanek, donde decenas de miles de ellos murieron. Se estima que 20.000 polacos murieron en Sachsenhausen, 20.000 en Gross-Rosen, 30.000 en Mauthausen, 17.000 en Neuengamme, 10.000 en Dachau, y 17.000 en Ravensbrück.  Además, decenas de miles de polacos fueron ejecutados o murieron en otros campos, incluidos los campos especiales para los niños, como en Łódź y su subcampo en Dzierżan, en las cárceles y otros lugares de detención dentro y fuera de Polonia.